# Музей искусства, архитектуры и технологии
Музей искусства, архитектуры и технологии (сокр. MAAT) — музей в районе Белен столицы Португалии Лиссабона.
Музейный комплекс расположен на площади 38 тысяч квадратных метров в устье Тежу, недалеко от впадения в Атлантический океан. Он включает в себя реконструированное здание электростанции начала XX в. и современный корпус, построенный по проекту архитектора Аманды Ливит.